# Арльський собор (314)
Арльський собор або Арелатський собор —
помісний церковний собор, що відбувся 314 року в давньоримському місті Арелат (теперішній Арль, Франція). За його результатами була визнана єрессю та засуджена течія донатизму. Це був один з перших соборів в історії ранньої Церкви.

## Історія
Перший Арльський собор було скликано 314 року за розпорядженням імператора Костянтина Великого після того як донатистський клір відмовився підкоритись рішенням Латеранського синоду 313 року, й первинно мав на меті домогтись об'єднання двох церковних течій.
Результат був несприятливим для донатистів, які у подальшому стали ворогами римської влади. Арльський собор був першим собором за Костянтина й передвісником визначного Першого Нікейського собору. Аврелій Августин вважав його Вселенським собором.
На соборі було підтверджено законність обрання Цециліана єпископом Карфагена, а очільник єретиків Донат Великий був відлучений від Церкви. Собор дозволив приймати донатистів до ортодоксальної церкви без попереднього покаяння. Відповідно до постанов собору єпископи, що приєднались до ортодоксальної церкви, зберігали право на єпископські кафедри у своїх єпархіях.
Також на Арльському соборі було прийнято двадцять два канони відносно Пасхалії (методики розрахунку дати Великодня), проти проживання духовенства далеко від церкви, проти участі в перегонах і гладіаторських боях, проти перехрещення єретиків й було дано відповіді на інші питання церковної дисципліни та зведення в сан.
Імператор Костянтин погодив всі рішення Арльського собору. У відповідь на апеляцію до нього з боку невдоволених представників донатистів він наказав затримати їх при своєму дворі й надалі доправляти до нього з Африки підбурювачів розколу.

## Інші собори
В Арлі також відбувались собори 353, 506, 648/660, 1234 й 1263 років.